# Pechão
Pechão ist eine Ortschaft und Gemeinde an der Algarveküste im Süden Portugals.

## Geschichte
Die archäologischen Funde im Gemeindegebiet sind nicht sehr zahlreich, weisen jedoch erste menschliche Spuren seit der Jungsteinzeit auf, darunter Beile aus geschliffenem Stein. Aus der Zeit der römischen Besatzung stammen die Funde am Landgut Torrejão. Aus maurischer Zeit seit 716 sind wenig Spuren zu finden. Das bedeutendste Landgut war als Bela Mandil bekannt (vom Arabischen Belad al Mandil, etwa: Tuchbesitz oder Land des Tuches).
Nach der christlichen Reconquista gab König D. Dinis Bela Mandil 1280 an den Ritter Lourenço Domingos, um hier weiter Leinen, Brot (Weizen), Wein und Früchte zu produzieren, wovon ein Viertel an den König abzugeben war. Aus der folgenden Zeit sind keine nennenswerten Dokumente zu finden.
Das älteste bekannte Bauwerk der Ortschaft Pechão ist die 1482 errichtete Kapelle São Bartolomeu, an deren Stelle heute die Gemeindekirche steht. Die heutige Gemeinde wurde erst 1680 als eigenständig geführt, doch weist ein Dokument aus dem Jahr 1577 auf eine frühere Eigenständigkeit hin.
1808 war die Gemeinde Schauplatz von Gefechten während der Napoleonischen Invasionen.
Im Zuge der Verwaltungsreformen nach der Liberalen Revolution 1820 wurde die Gemeinde Pechão aus dem Kreis Faro ausgegliedert und dem neugeschaffenen Kreis Olhão angeschlossen.
Der Mangel an eigenen Dokumenten zur Gemeindegeschichte wird insbesondere auf den Miguelistenkrieg zurückgeführt. Während diesem Bürgerkrieg zwischen Absolutisten und den am Ende siegreichen Liberalen wurde die Kirche von Pechão 1833 besetzt und Opfer von Gefechten. Dabei sind weitgehend alle Gemeindearchive verbrannt.
1902 erreichte der Bau der Eisenbahnstrecke Linha do Algarve das Gemeindegebiet von Pechão.
Im Laufe der Geschichte verlor die Gemeinde Pechão immer wieder Gebiete an die stetig gewachsene Nachbargemeinde Olhão, seit 1826 Sitz eines eigenen Kreises. So hat Pechão heute keinen eigenen Anschluss an die Linha do Algarve.

## Verwaltung
Pechão ist Sitz einer gleichnamigen Gemeinde (Freguesia) im Kreis (Concelho) von Olhão im Distrikt Faro. In ihr leben 3888 Einwohner auf einer Fläche von 20 km² (Stand 19. April 2021).
Folgende Ortschaften liegen im Gemeindegebiet:
| - Arranhado - Bela Curral - Belamandil - Belmonte de Baixo - Belmonte de Cima - Cascalho - Charneca | - Cova da Onça - Lamaceiro - Olhão - Paraíso - Pechão - Queijeira - Vale da Mó |